# Popovci (Słowenia)
Popovci – wieś w Słowenii, w gminie Videm. W 2018 roku liczyła 138 mieszkańców.